# Krzyż Lotara

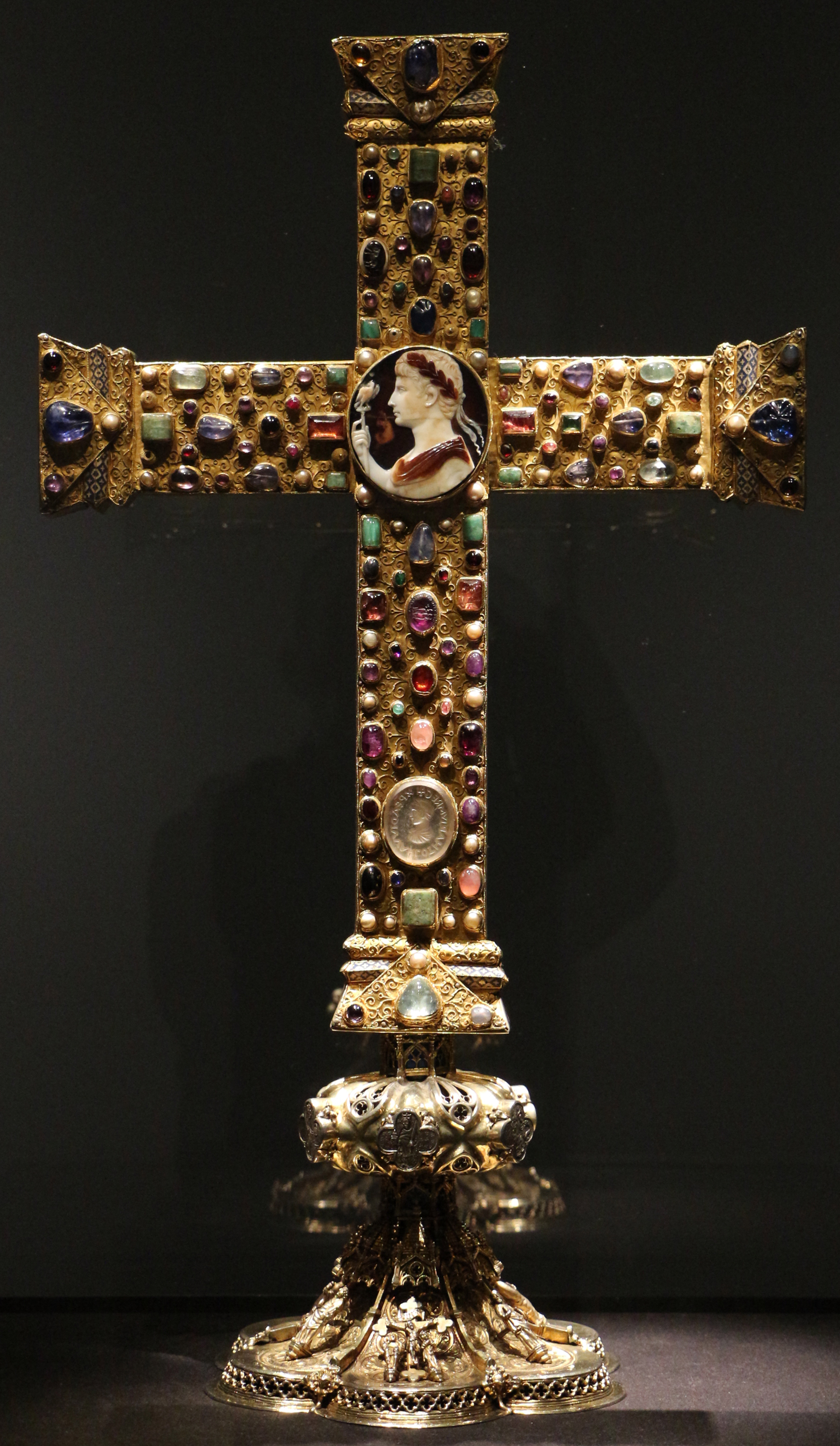
Krzyż Lotara

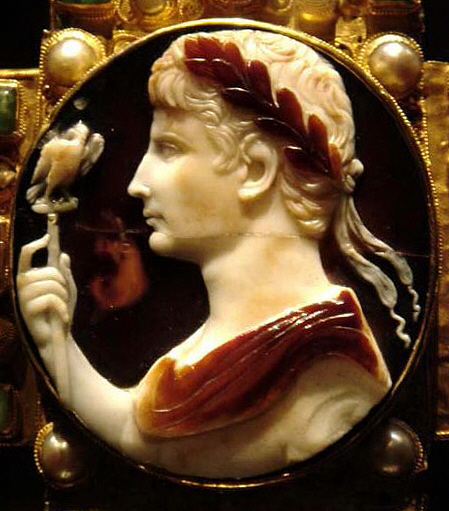
Kamea z wizerunkiem cesarza Oktawiana Augusta

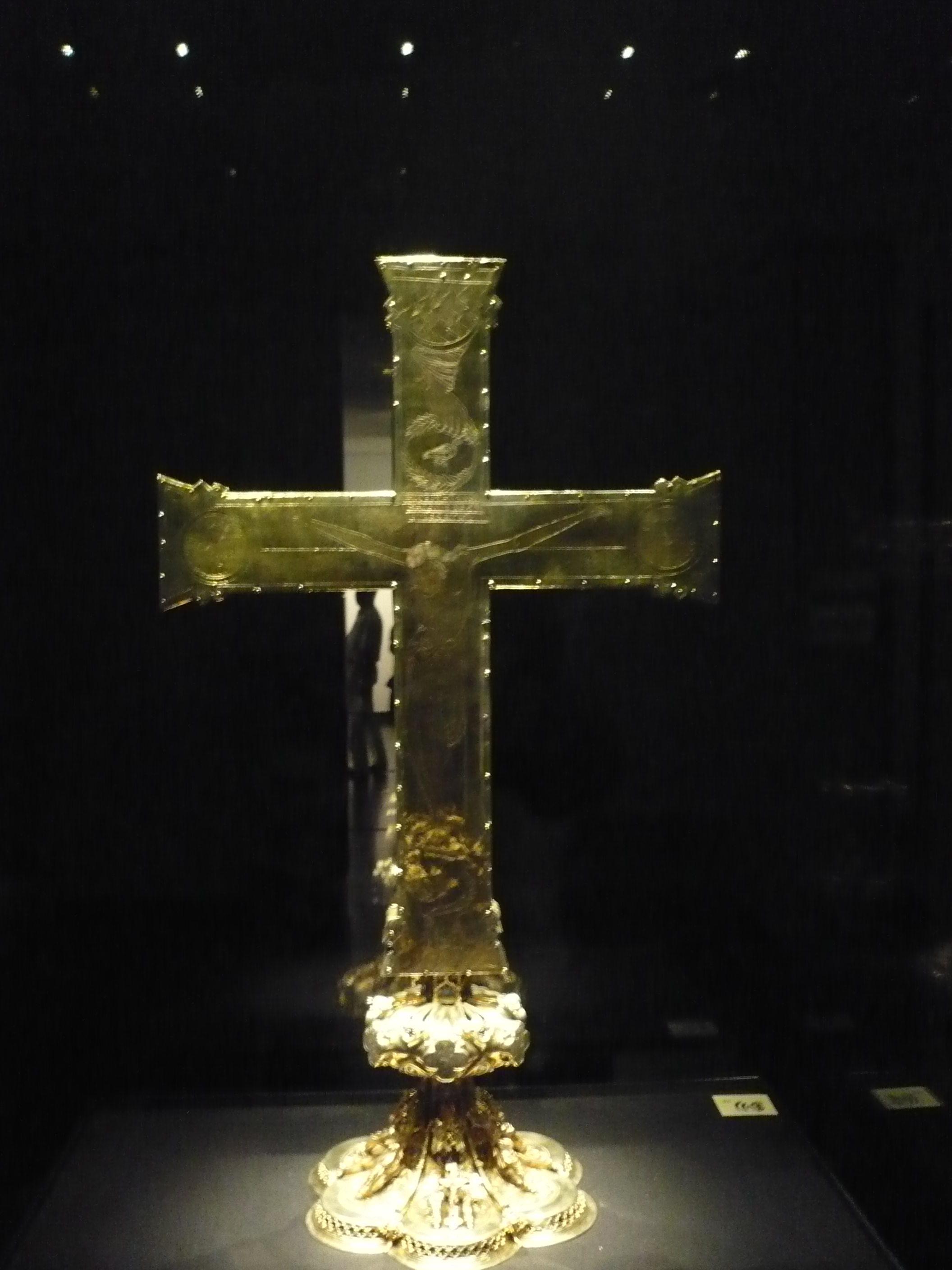
Awers z wizerunkiem Ukrzyżowanego Chrystusa

Krzyż Lotara (niem. Lotharkreuz) – krzyż procesyjny wykonany krótko przed 1000 rokiem, najprawdopodobniej w Kolonii. Nazwa krzyża pochodzi od syna cesarza Lotara I – Lotara II, władcy Lotaryngii w latach 855-869. Jego wizerunek znajduje się w gemmie umieszczonej w dolnej części krzyża. Uważany jest za jeden z najstarszych średniowiecznych krzyży procesyjnych. Znajduje się w skarbcu katedry w Akwizgranie.

## Opis
Krzyż Lotara ma formę krzyża łacińskiego. Jego wymiary to: wysokość 50 cm, szerokość 38,5 cm, grubość 2,3 cm. Wykonany jest z drewna dębowego pokrytego srebrną blachą. Powierzchnia niemal w całości jest pozłacana. Jedna strona krzyża jest pokryta filigranem i bogato kameryzowana, drugą zdobią grawerowane przedstawienia figuralne. Stopa krzyża jest późniejsza, gotycka z XIV wieku. Jej sześciolistna forma oraz umieszczony powyżej nodus mogą dowodzić, iż podstawa stanowiła dolną część kielicha.

### Rewers
Rewers krzyża (tzw. strona Augusta lub cesarska) jest klasycznym exemplum średniowiecznego typu krzyża nazywanego Crux gemmata. Powierzchnię zdobią niemal całkowicie filigrany i szlachetne kamienie w pełnej kolorystyce. Najwięcej jest szmaragdów, rubinów oraz ametystów. Kamienie ułożone są symetrycznie w pięciu rzędach, przy czym trzy z nich (skrajne i środkowy) są zaakcentowane większymi, geometrycznie oszlifowanymi klejnotami. Klejnoty w trzech środkowych rzędach mają oprawy ozdobione filigranem tworzącym stylizowane motywy architektoniczne: widoczne są wsparte na cokolikach arkady oraz wieńczący je gzyms. Ma to swoje uzasadnienie w interpretacji – sposób kameryzacji krzyża odnosi się do treści ideowych, w tym przypadku mamy do czynienia z wizją Niebiańskiego Jeruzalem. Rzędowy układ kamieni odzwierciedlać ma miejskie ulice, zaś dwanaście pereł odnosi się do dwunastu bram Nowej Jerozolimy. Wizja Niebiańskiej Jerozolimy była jednym z ważniejszych tematów podejmowanych w sztuce ottońskiej i romańskiej. Ramiona krzyża zakończone są trapezowatymi formami przypominającymi kapitele kolumn. Trójkątne płytki przysłaniające ramiona ozdobione są ornamentalnym filigranem oraz dużymi szafirami. Jedno z dwóch wybrzuszeń zdobi geometryczny ornament wykonany emalią komórkową. Ogółem krzyż zdobią 102 kamienie szlachetne oraz 35 pereł.
Na skrzyżowaniu ramion znajduje się wykonana z sardonyksu kamea z popiersiowym wizerunkiem cesarza rzymskiego Oktawiana Augusta (lata panowania 27 r. p.n.e.–19 sierpnia 14 r. n.e.). Imperator ukazany jest z profilu, w pełnym splendorze stroju cesarskiego. Przedstawiony jest jako zwycięzca, z głową nakrytą wieńcem laurowym, w ręku trzyma laskę zwieńczoną orłem – symbolem cesarstwa. Od strony stylistycznej kameę charakteryzują cechy typowe dla sztuki antyku: przede wszystkim realizm twarzy władcy oraz wyszukane zróżnicowanie powierzchni reliefu. Ponadto na krzyżu znajdują się inne gemmy: jeden czarny onyks z przedstawieniem lwa, ametyst z wizerunkiem Trzech Gracji oraz kamienna pieczęć z wizerunkiem króla Lotara II otoczonym inskrypcją, której litery mają krój rzymskiej antykwy. Treść inskrypcji brzmi: „+XPE ADIVVA HLOTARIVM REG” (pol. Boże wspomóż króla Lotara).

### Awers
Odmienny pod względem dekoracji jest awers – tzw. strona Chrystusa. Powierzchnia jest gładka, nie ma na tej stronie filigranu i drogich kamieni, zastąpionych tu przez grawerowane przedstawienia figuralne. Centralną część krzyża zajmuje Chrystus ukrzyżowany. Martwy Chrystus ukazany został w sposób dynamiczny, o mocno wygiętych nogach i tułowiu, silnie pochylonej głowie i naciągniętych ramionach. Biodra opasa długie perizonium opadające po kolana. Taki typ przedstawienia znany był w sztuce Ottonów, najlepszym przykładem jest koloński Krucyfiks Gerona. Na samej górze krzyża ukazane jest ogniste niebo, z którego wyłania się Manus Dei – Ręka Boża trzymająca wieniec laurowy, na którym siedzi Duch Święty pod postacią gołębicy. Tym samym zostały podkreślone dwa aspekty śmierci Jezusa: zbawczy oraz triumfalny. Boczne ramiona krzyża zakończone są grawerowanymi plakietkami z przedstawieniami słońca i księżyca.

## Analiza
Pomimo różnic formalnych, aspekty treściowe wywodzą się z jednego kontekstu. Zwycięski wymiar Ukrzyżowania i Niebiańskie Jeruzalem mają pewien związek z kameą z wizerunkiem cesarza, który panował za życia Jezusa. Przypuszczalny fundator krzyża Otton III, jeszcze jako król, chciał poprzez treść dzieła wyrazić Bożą legitymizację cesarstwa, które stało się wkrótce jego narzędziem władzy. Wciąż była żywa tradycja Imperium Romanum, władca dążył do restauracji antycznego cesarstwa i ponownego ustanowienia Rzymu stolicą ottońskiego imperium. Od strony warsztatowej krucyfiks łączony jest z Kolonią i tamtejszymi złotnikami. Świadczy o tym przede wszystkim sposób opracowania postaci ukrzyżowanego Chrystusa, którego transpozycje odnaleźć można w innych dziełach sztuki doby Ottonów, głównie rzeźby, złotnictwa i malarstwa książkowego. Funkcja tego procesyjnego krzyża miała ścisły związek z ceremonią koronacji władcy. Koronacyjny rytuał znany był już w 961, kiedy to w kaplicy pałacowej w Akwizgranie koronowano na króla Rzeszy Ottona II. Jego częścią była wielka procesja, przed cesarzem szedł krucyferariusz – ministrant niosący krzyż. Stąd też interpretuje się, iż bogato zdobiony rewers krzyża Lotara był skierowany w stronę Ottona III.